# جون أريجو
جون أريجو (بالإنجليزية: John Arigo)‏ مواليد 10 ديسمبر 1978 في تشارلستون، هو لاعب كرة سلة أمريكي سابق. بدأ مسيرته الاحترافية في سنة 2001. حمل الرقم 31. اعتزل اللعب في 2009. لعب مع ألاسكا أيسز وباوريد تايغرز.